# Pakra
Pakra je rijeka u Hrvatskoj, lijevi pritok rijeke Lonje.

## Poveznice
- Lonjsko-ilovska zavala
- jezero Banova Jaruga